# 纳粹德国封杀作家列表

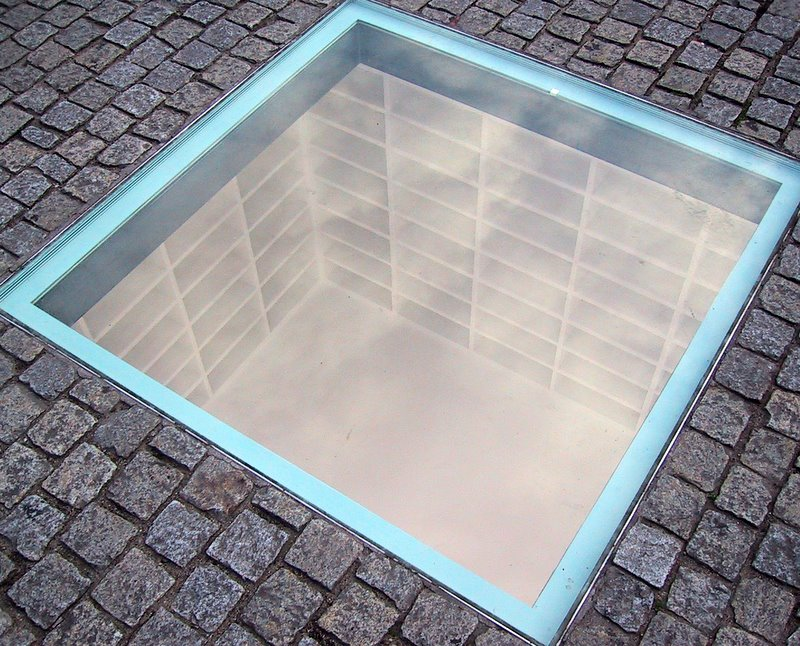
倍倍尔广场内纪念1933年纳粹焚书事件的设施，人行道上的窗户可以看到空空如也的书架。

本表列出被納粹德國全面或部分封杀的作家。本表所列出之内容来自下述文献：
1. 《有害及非必要文献列表》（德語：Liste des schädlichen und unerwünschten Schrifttums），1938年12月31日
2. 《年度清单 1939年至1941年》（德語：Jahreslisten 1939-1941）。莱比锡未删节版, 1938-1941, Vaduz 1979

官方版本的禁书列表由国民教育与宣传部负责出版。本表所列出之作者，不论生死，皆可能因其犹太人血统、信奉和平主義、共产主义和/或为共济会成员而被列入。
纳粹政府于1933年五月及六月进行了其执政以来的首次焚书活动。这些禁书既为审查制度史的一部分，亦为禁书列表之子集。
第二次世界大战爆发后，德方在每一寸占领的领土上发行禁书列表，例如在德占波兰发行的禁书列表即包含1500名作家。

## A
- 阿尔弗雷德·阿德勒
- 赫尔曼·阿德勒（英语：Hermann Adler）
- 马克斯·阿德勒
- 拉乌尔·奥恩海默（英语：Raoul Auernheimer）

## B

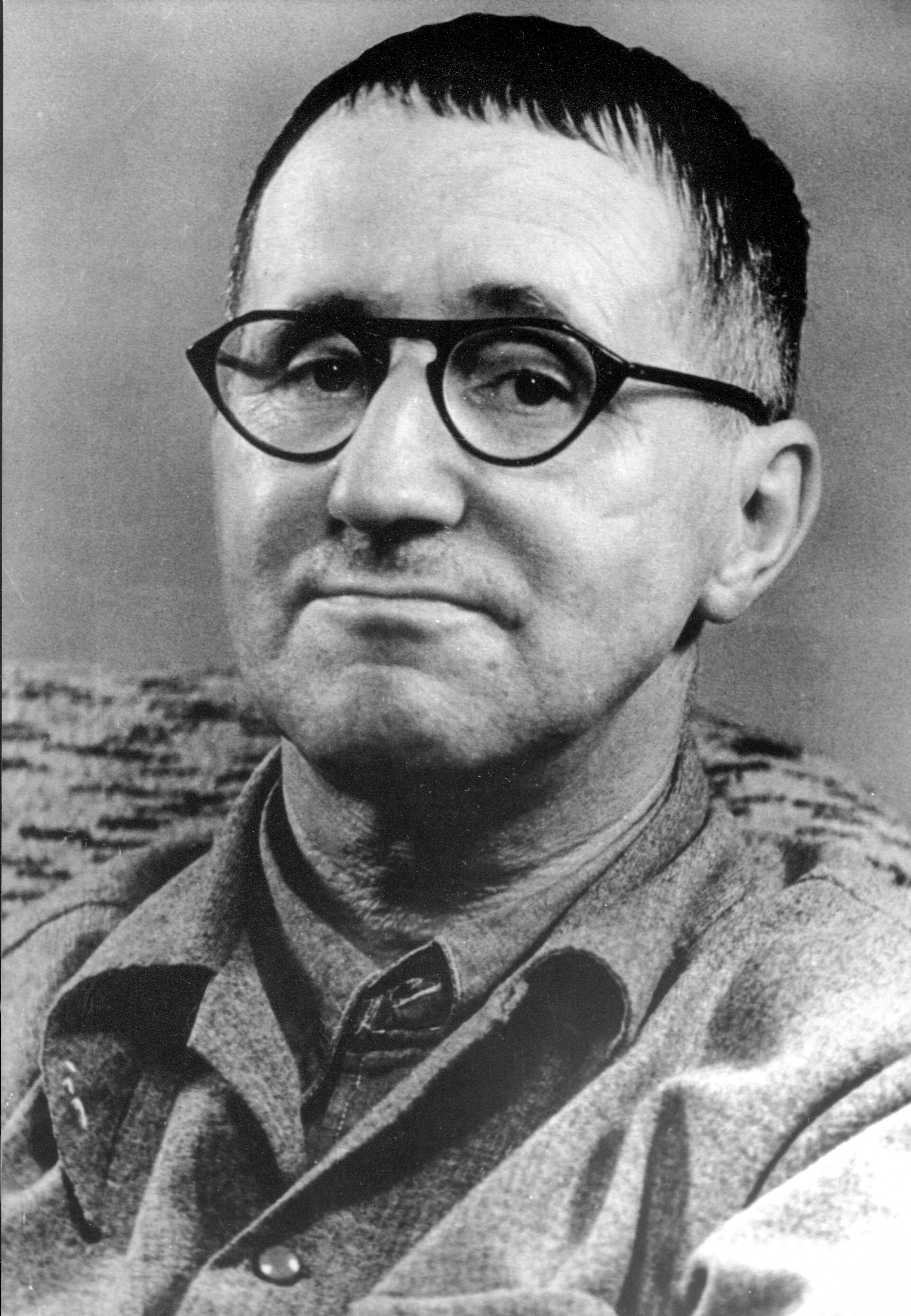
贝托尔特·布莱希特

- 奥托·鲍威尔
- 薇姬·鲍姆（英语：Vicki Baum）
- 约翰尼斯·贝歇尔
- 理查德·比尔-霍夫曼（英语：Richard Beer-Hofmann）
- 希莱尔·贝洛克
- 瓦尔特·本雅明
- 罗伯特·休·本森（英语：Robert Hugh Benson）
- 沃尔特·贝伦松（英语：Walter A. Berendsohn）
- 恩斯特·布洛赫
- 菲利克斯·布劳恩（英语：Felix Braun）
- 贝托尔特·布莱希特
- 威利·布雷德尔（英语：Willi Bredel）
- 赫尔曼·布洛赫
- 费迪南德·布鲁克纳（英语：Ferdinand Bruckner）
- 埃德蒙·伯克

## C
- 吉爾伯特·基思·卻斯特頓

## D
- 多萝西·戴伊
- 路德维希·德克斯海默[3]
- 阿尔弗雷德·德布林
- 约翰·多斯·帕索斯

## E

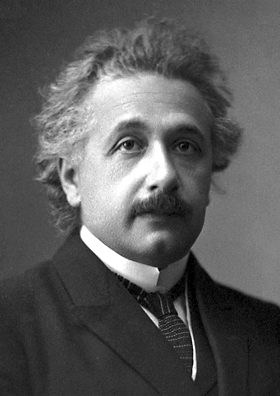
爱因斯坦在1921年获得诺贝尔物理奖后拍摄的官方肖像

- 阿尔伯特·埃伦斯坦（英语：Albert Ehrenstein）
- 阿尔伯特·爱因斯坦
- 卡尔·爱因斯坦（英语：Carl Einstein）
- 弗里德里希·恩格斯
- 德西德里乌斯·伊拉斯谟

## F

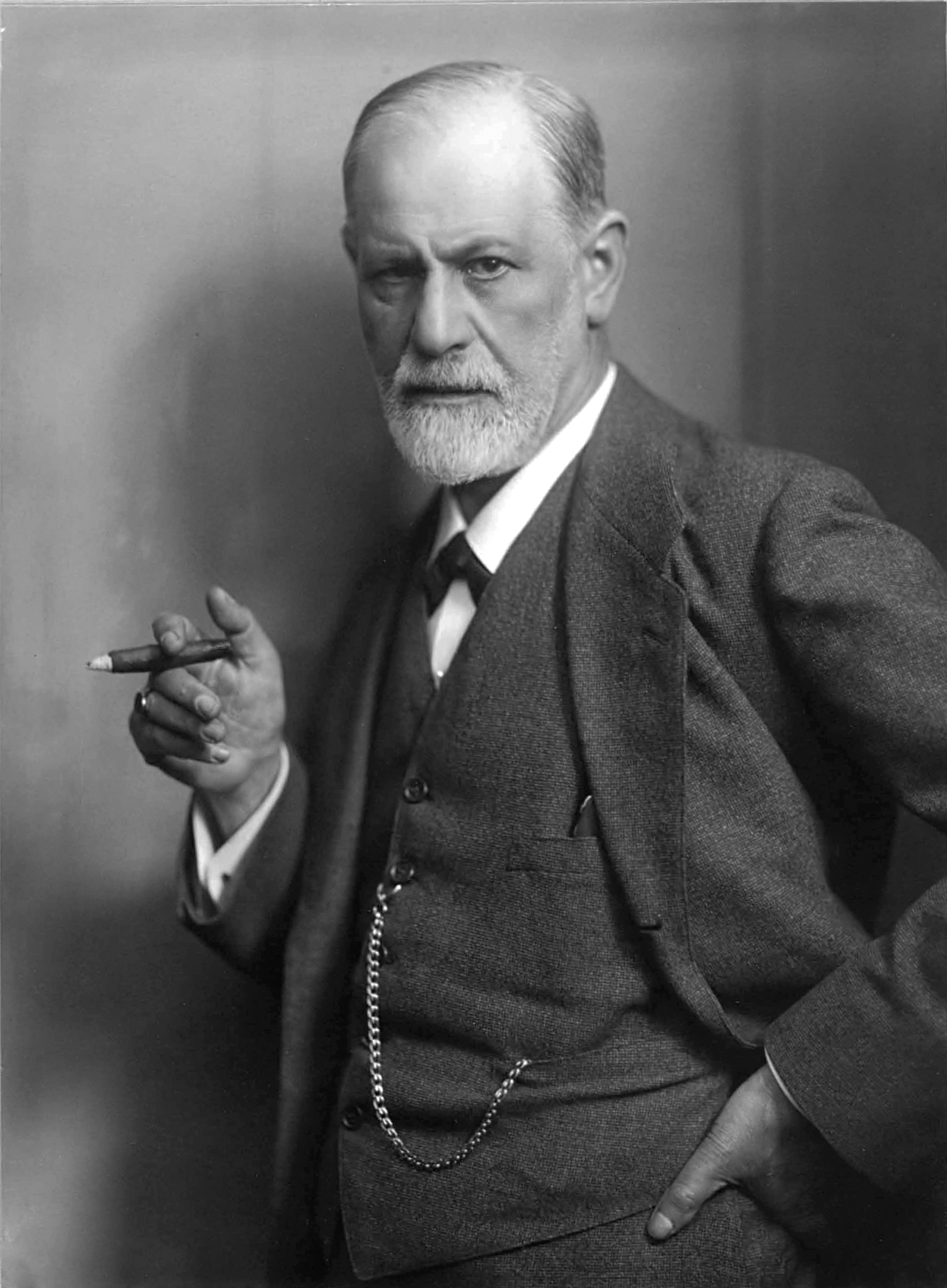
西格蒙德·弗洛伊德

- 利翁·福伊希特万格
- 弗朗西斯·斯科特·菲茨杰拉德
- 玛丽路易斯·弗莱瑟
- 莱昂哈德·弗兰克（英语：Leonhard Frank）
- 安娜·弗洛伊德
- 西格蒙德·弗洛伊德
- 埃贡·弗里德尔（英语：Egon Friedell）

## G
- 爱德华·吉本
- 安德烈·紀德
- 恩斯特·格莱泽（英语：Ernst Glaeser）
- 威廉·戈德温
- 埃玛·戈尔德曼
- 克莱尔·戈尔（英语：Claire Goll）
- 奥斯卡·玛丽亚·格拉夫（英语：Oskar Maria Graf）
- 乔治·格罗兹

## H

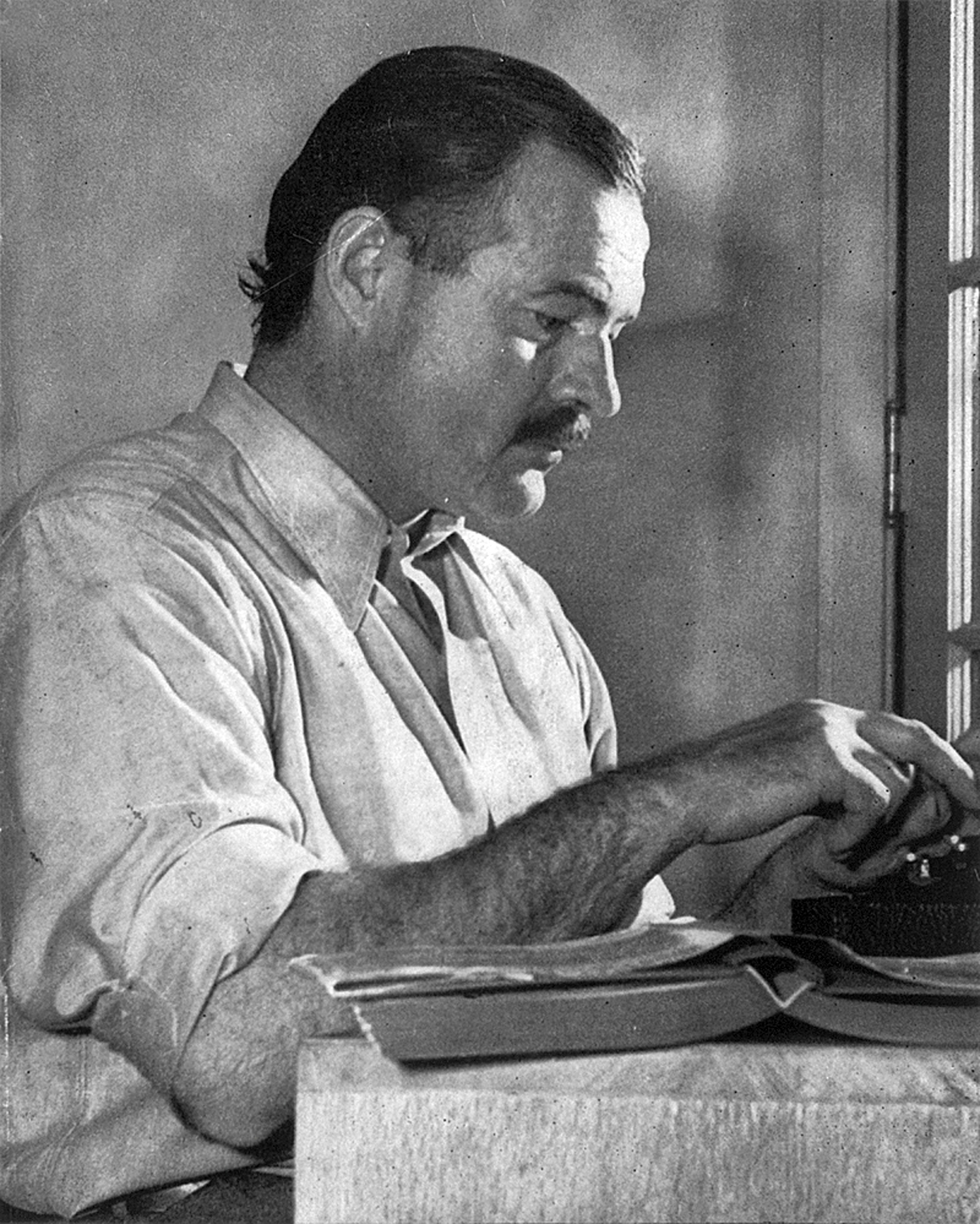
欧内斯特·海明威

- 恩斯特·海克尔
- 瑞克里芙·霍爾
- 雅罗斯拉夫·哈谢克
- 沃尔特·哈森克利弗（英语：Walter Hasenclever）
- 拉乌尔·豪斯曼（英语：Raoul Hausmann）
- 海因里希·海涅
- 欧内斯特·海明威
- 西奥多·赫茨尔
- 赫尔曼·黑塞
- 马格努斯·赫希菲尔德
- 約翰·埃德加·胡佛
- 雅各布·范·霍迪斯（英语：Jakob van Hoddis）
- Ödön von Horvath（英语：Ödön von Horvath）
- 卡尔·哈布赫（英语：Karl Hubbuch）
- 大卫·休谟
- 奥尔德斯·赫胥黎

## I
- 维拉·因伯（英语：Vera Inber）

## J
- 汉斯·亨尼·扬恩（英语：Hans Henny Jahnn）
- 托马斯·杰斐逊
- 吉歐·耶林內克

## K

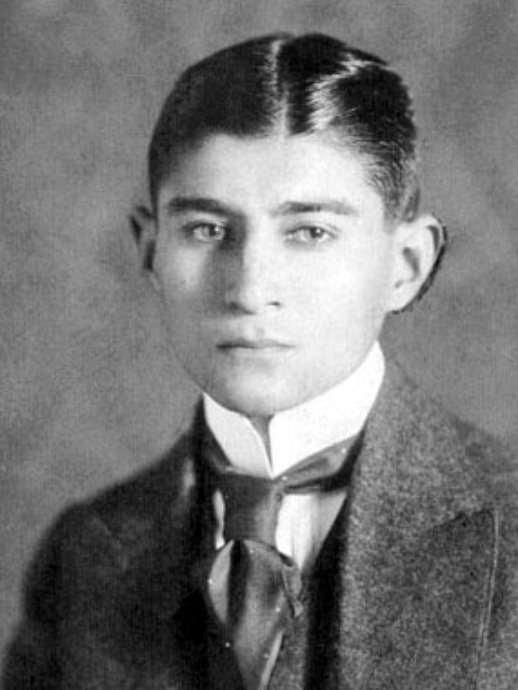
1910年时的弗朗茨·卡夫卡

- 弗朗茨·卡夫卡
- 乔治·凯泽
- 马沙·卡莱科（英语：Mascha Kaleko）
- 赫尔曼·坎托罗维奇（英语：Hermann Kantorowicz）
- 埃里希·凯斯特纳
- 卡爾·考茨基
- 汉斯·凯尔森
- 阿尔弗雷德·克尔（英语：Alfred Kerr）
- 伊姆加德·基恩（英语：Irmgard Keun）
- 约翰·梅纳德·凯恩斯
- 克拉邦德
- 海因里希·克莱（英语：Heinrich Kley）
- 安妮特·柯爾伯
- 保罗·科恩菲尔德（英语：Paul Kornfeld (playwright)）
- 齊格弗里德·科拉考爾
- 卡爾·克勞斯
- 彼得·阿列克谢耶维奇·克鲁泡特金
- 亚当·库克霍夫（英语：Adam Kuckhoff）

## L

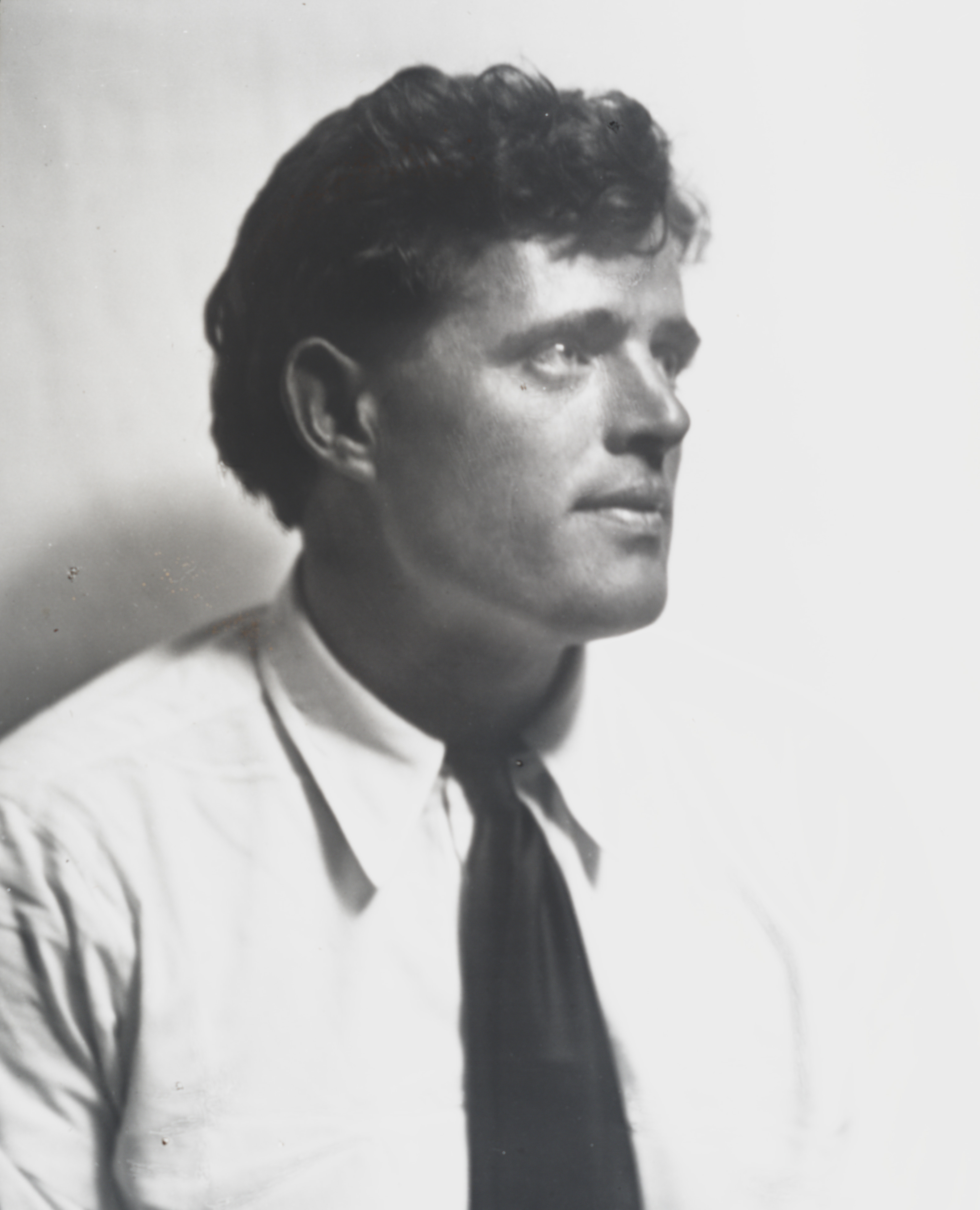
杰克·伦敦像

- 埃尔泽·拉斯克-许勒尔
- 弗拉基米尔·列宁
- C·S·路易斯
- 卡尔·李卜克内西
- 杰克·伦敦
- 恩斯特·洛塔尔（英语：Ernst Lothar）
- 埃米爾·路德維希
- 羅莎·盧森堡

## M

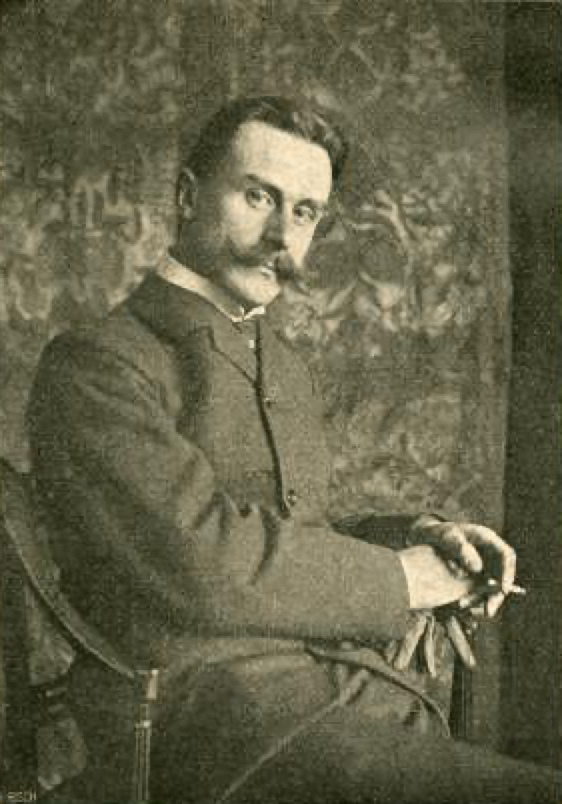
托马斯·曼

- 约瑟夫·德·迈斯特
- 安德烈·馬爾羅
- 亨利希·曼
- 克劳斯·曼
- 托马斯·曼
- 毛泽东
- 汉斯·马尔维扎（英语：Hans Marchwitza）
- 路德维希·马尔库塞（英语：Ludwig Marcuse）
- 卡尔·马克思
- 弗拉基米尔·马雅可夫斯基
- 沃尔特·梅林（英语：Walter Mehring）
- 托马斯·默顿
- E.C. 阿尔布雷希特·梅恩伯格
- 古斯塔夫·梅林克
- 路德維希·馮·米塞斯
- 托马斯·莫尔
- 埃里希·米萨姆
- 罗伯特·穆齐尔

## N
- 阿尔弗雷德·诺伊曼（英语：Alfred Neumann (writer)）
- 罗伯特·诺依曼（英语：Robert Neumann (writer)）
- 若望·亨利·紐曼

## O

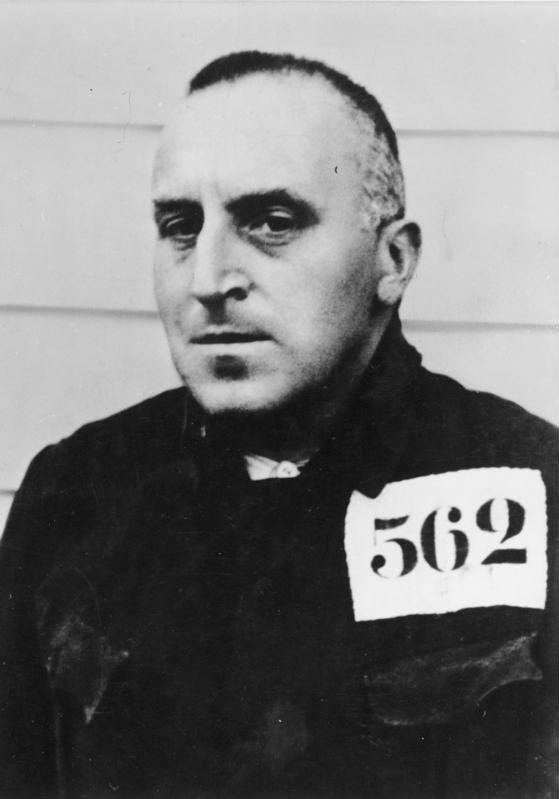
卡爾·馮·奧西茨基在埃斯特韦根集中营，摄于1934年

- 弗兰纳里·奥康纳
- 乔治·奥威尔
- 卡爾·馮·奧西茨基
- 奥维达

## P

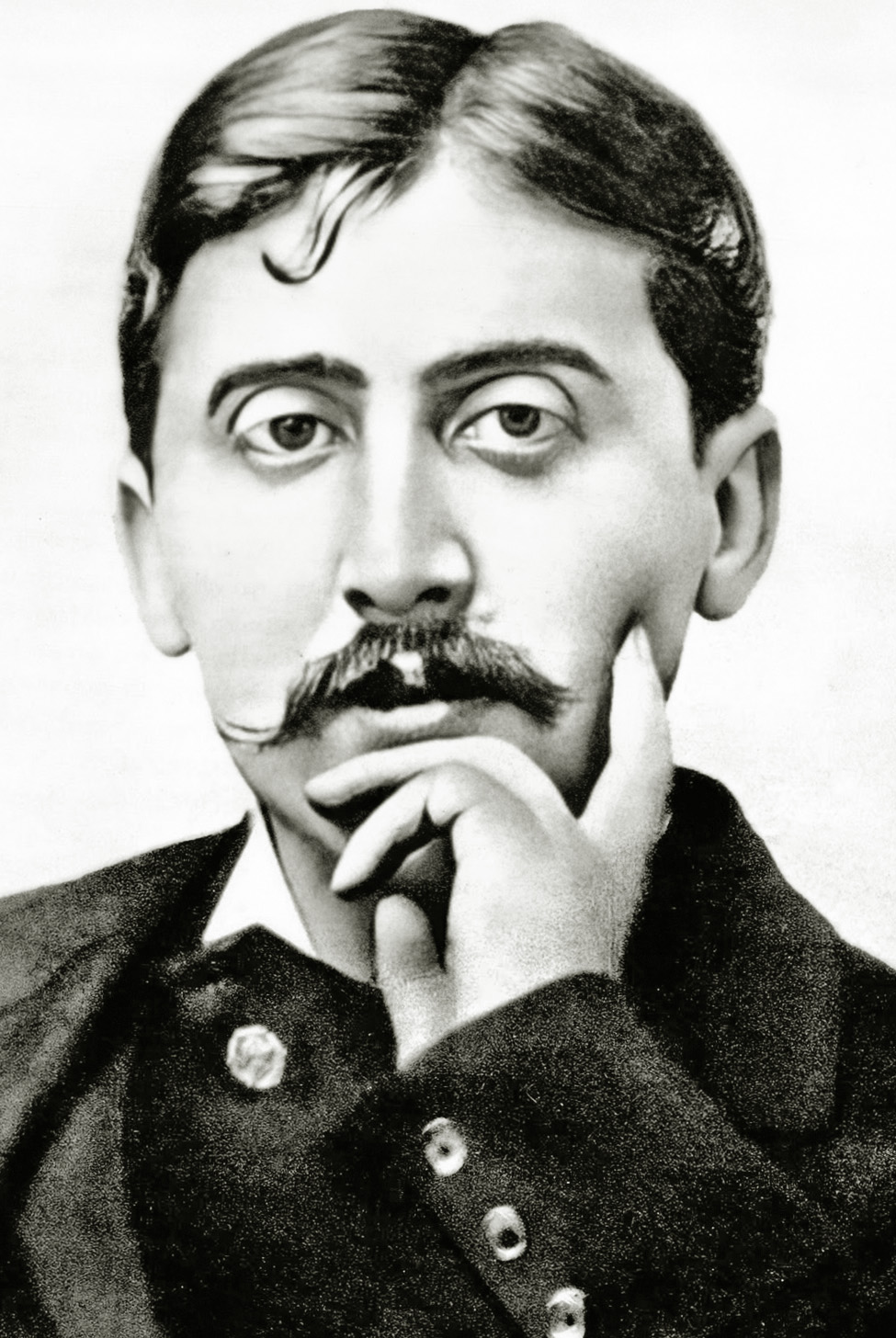
馬塞爾·普魯斯特

- 托马斯·潘恩
- 赫塔·保利（英语：Hertha Pauli）
- 阿德尔海德·波普（英语：Adelheid Popp）
- 馬塞爾·普魯斯特

## R

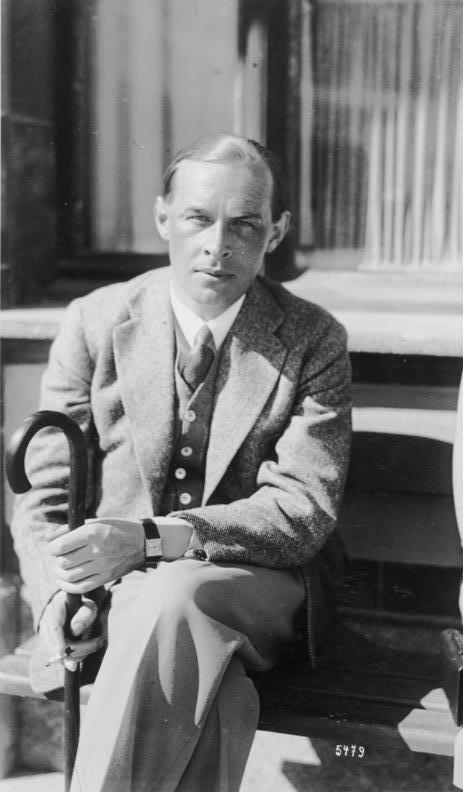
埃里希·玛利亚·雷马克在达沃斯，摄于1929年

- 弗里茨·雷克-马莱切文（英语：Fritz Reck-Malleczewen）
- 古斯塔夫·内格里尔（英语：Gustav Regler）
- 威廉·赖希
- 埃里希·玛利亚·雷马克
- 卡尔·伦纳
- 约阿希姆·林格尔纳茨（英语：Joachim Ringelnatz）
- 约瑟夫·罗特
- 让-雅克·卢梭

## S

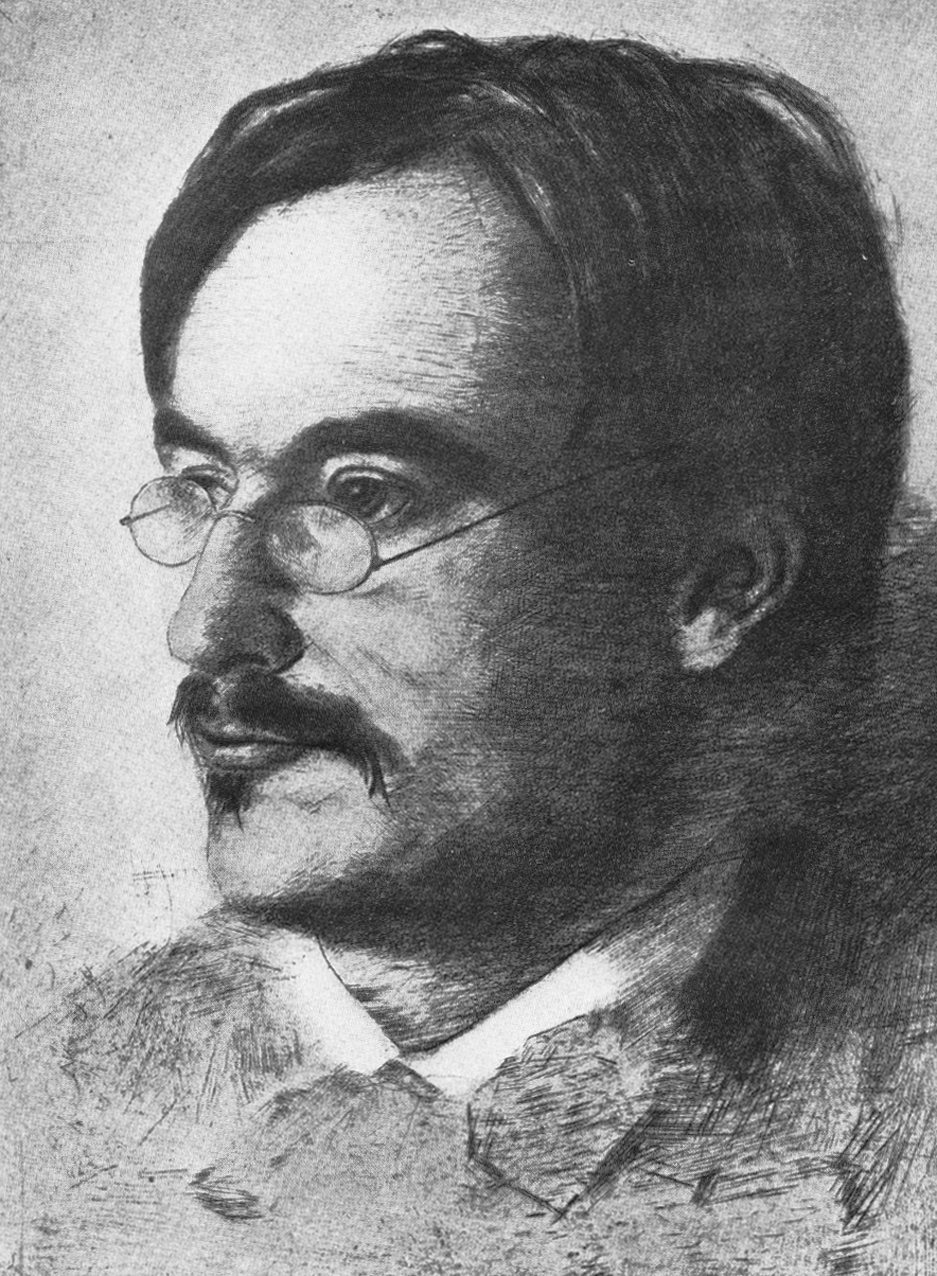
鲁道夫·施泰纳像，由奥托·弗洛利希蚀刻

- 内莉·萨克斯
- 费利克斯·萨尔腾
- 拉赫尔·桑扎拉（英语：Rahel Sanzara）
- 亞瑟·史尼茲勒
- 阿尔文·施瓦茨
- 安娜·西格斯
- 沃尔特·塞尔纳（英语：Walter Serner）
- 富尔顿·若望·舒恩
- 伊尼亚齐奥·西洛内
- 亚当·斯密
- 约瑟夫·斯大林
- 鲁道夫·施泰纳
- 卡尔·斯特恩海姆（英语：Carl Sternheim）

## T
- J·R·R·托爾金
- 恩斯特·托勒爾
- 弗里德里希·托伯格（英语：Friedrich Torberg）
- B·特拉文（英语：B. Traven）
- 列夫·托洛茨基
- 库尔特·图霍尔斯基
- 马克·吐温

## V
- 伏爾泰

## W

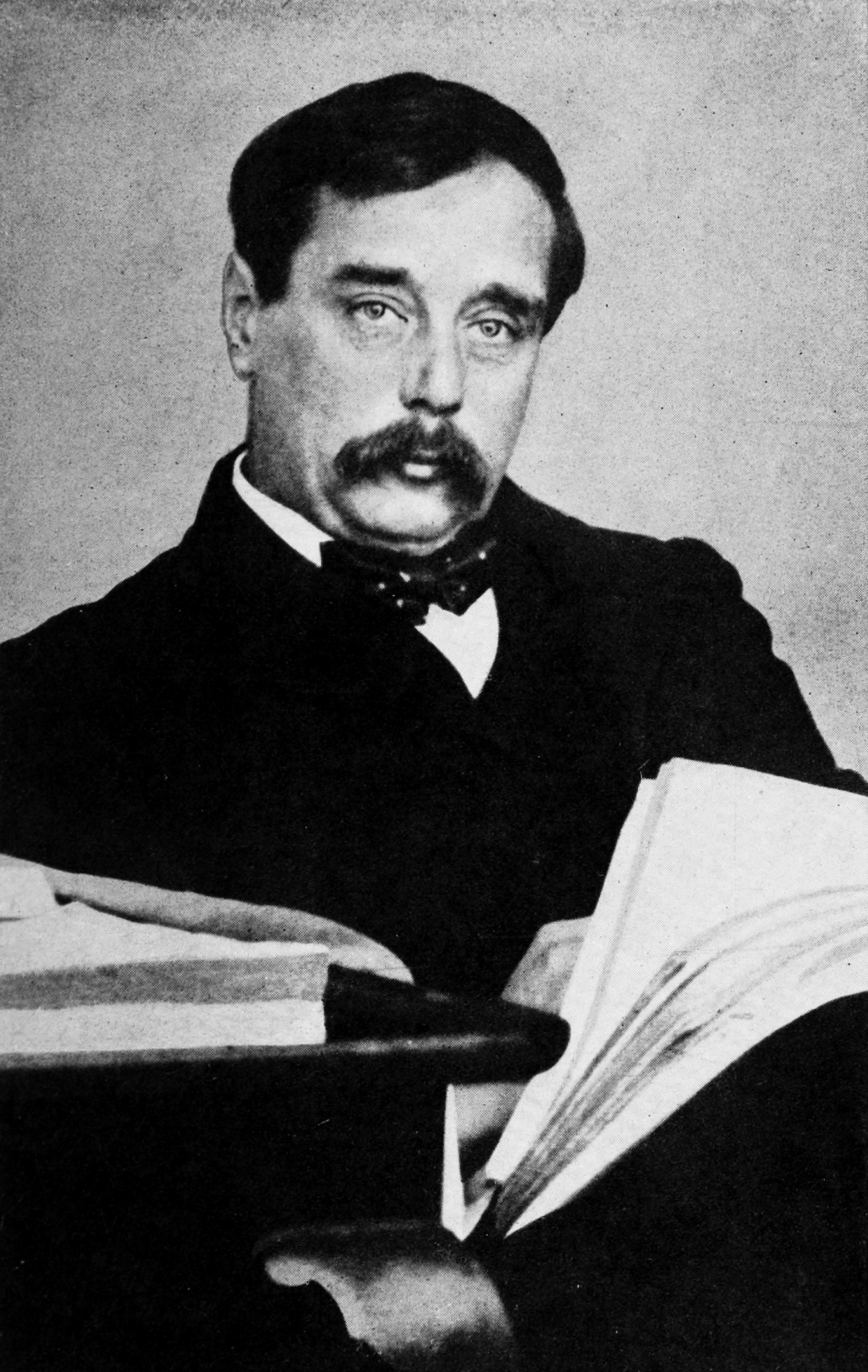
H·G·威尔斯像

- 雅各布·瓦瑟曼
- 阿明·韦格纳（英语：Armin T. Wegner）
- 西蒙娜·韦伊
- H·G·威尔斯
- 法蘭茲·威爾佛
- 奥斯卡·王尔德
- 欧根·戈特洛布·温克勒（英语：Eugen Gottlob Winkler）
- 弗里德里希·沃尔夫

## Z
- 卡尔·祖克迈尔（英语：Carl Zuckmayer）
- 阿诺尔德·茨威格
- 斯蒂芬·茨威格